# AGS JH22
Chronologie des modèles (1987)
AGS JH21C AGS JH23
L'AGS JH22 est la monoplace de Formule 1 engagée par l'écurie française AGS dans le cadre du championnat du monde de Formule 1 1987. Conçue par Christian Vanderpleyn et Michel Costa, elle est pilotée par le Français Pascal Fabre, remplacé en cours de saison par le Brésilien Roberto Moreno.

## Conception
La JH22 est l'évolution de la JH21C utilisée en 1986 mais désormais mue par un bloc Ford-Cosworth DFZ moteur V8 alors que la JH21C avait un moteur Motori Moderni turbocompressé ; la JH22 est chaussée de pneumatiques Goodyear qui remplacent les Pirelli,.
Comme en 1986, AGS n'engage qu'une voiture pour la saison et ne construit que deux châssis. Pascal Fabre, qui avait piloté pour l'équipe en Formule 2 en 1982, en est le pilote.
AGS dispute, en parallèle du championnat du monde, le trophée Colin Chapman réservé aux équipes ne disposant pas d'un moteur turbocompressé (Tyrrell, March et Larrousse).

## Historique
La JH22 est peu performante et Fabre se qualifie généralement en dernière position. Cependant, en course, le Français s'est classé dans huit des neuf premières courses, ses meilleurs résultats étant une neuvième place en France et en Grande-Bretagne.
Fabre est également à l'arrivée en Autriche mais il n'a pas assez couvert de tours pour être classé. Lorsque Osella et Larrousse engagent une deuxième voiture et Coloni fait ses débuts, les qualification deviennent beaucoup plus difficiles et Fabre échoue lors de trois des quatre courses suivantes.
Pour les deux dernières courses de la saison, l'équipe remplace Fabre par Roberto Moreno qui se qualifie à deux reprises ; à Adélaïde, il profite d'un grand nombre d'abandons pour terminer septième avec trois tours de retard. Quand son compatriote Ayrton Senna est disqualifié pour des freins non-conformes Moreno, marque son premier point pour le championnat ainsi que le premier de son équipe,.
AGS termine au douzième rang du championnat du monde des constructeurs et troisième du trophée Colin Chapman, avec un point.

## L'AGS JH22-MGN
En 1987, l'entreprise MGN (Moteur Guy Nègre) conçoit un moteur W12 à distribution rotative, ce qui implique la suppression des soupapes pour permettre une haute vitesse de rotation. En septembre 1989, Henri Julien, intéressé par le projet après avoir vu le moteur tourner sur le banc d'essai en 1988, fournit à Nègre un exemplaire de la JH22 pour tester le nouveau moteur W12 sur le circuit du Grand Sambuc. La JH22-MGN est alors pilotée par le Français Philippe Billot. Faute de financement, malgré des contacts établis avec Bouygues, le projet reste sans suite,.

## Résultats en championnat du monde de Formule 1
| Saison | Écurie             | Moteur               | Pneumatiques | Pilotes        | Courses | Courses | Courses | Courses | Courses | Courses | Courses | Courses | Courses | Courses | Courses | Courses | Courses | Courses | Courses | Courses | Points inscrits | Classement |
| Saison | Écurie             | Moteur               | Pneumatiques | Pilotes        | 1       | 2       | 3       | 4       | 5       | 6       | 7       | 8       | 9       | 10      | 11      | 12      | 13      | 14      | 15      | 16      | Points inscrits | Classement |
| ------ | ------------------ | -------------------- | ------------ | -------------- | ------- | ------- | ------- | ------- | ------- | ------- | ------- | ------- | ------- | ------- | ------- | ------- | ------- | ------- | ------- | ------- | --------------- | ---------- |
| 1987   | Team El Charro AGS | Ford-Cosworth DFZ V8 | Goodyear     |                | BRÉ     | SMR     | BEL     | MON     | DET     | FRA     | GBR     | ALL     | HON     | AUT     | ITA     | POR     | ESP     | MEX     | JAP     | AUS     | 1               | 12e        |
| 1987   | Team El Charro AGS | Ford-Cosworth DFZ V8 | Goodyear     | Pascal Fabre   | 12e     | 13e     | 10e     | 13e     | 12e     | 9e      | 9e      | Abd     | 13e     | Nc      | Nq      | Nq      | Abd     | Nq      |         |         | 1               | 12e        |
| 1987   | Team El Charro AGS | Ford-Cosworth DFZ V8 | Goodyear     | Roberto Moreno |         |         |         |         |         |         |         |         |         |         |         |         |         |         | Abd     | 6e      | 1               | 12e        |

Légende : ici 

## Résultats du Trophée Colin Chapman
En 1987, les écuries Tyrrell, Larrousse, AGS, March Engineering et Coloni, toutes équipées d'un moteur Ford, participent au trophée Colin Chapman dédié aux équipes utilisant un moteur atmosphérique. AGS se classe troisième de ce trophée avec 41 points.
Pascal Fabre et Roberto Moreno, éligibles au trophée Jim Clark récompensant le meilleur pilote utilisant un bloc atmosphérique, sont respectivement cinquième avec 35 points et sixième avec 4 points.
| Saison | Écurie             | Moteur               | Pneumatiques | Pilotes        | Courses | Courses | Courses | Courses | Courses | Courses | Courses | Courses | Courses | Courses | Courses | Courses | Courses | Courses | Courses | Courses | Points inscrits | Classement |
| Saison | Écurie             | Moteur               | Pneumatiques | Pilotes        | 1       | 2       | 3       | 4       | 5       | 6       | 7       | 8       | 9       | 10      | 11      | 12      | 13      | 14      | 15      | 16      | Points inscrits | Classement |
| ------ | ------------------ | -------------------- | ------------ | -------------- | ------- | ------- | ------- | ------- | ------- | ------- | ------- | ------- | ------- | ------- | ------- | ------- | ------- | ------- | ------- | ------- | --------------- | ---------- |
| 1987   | Team El Charro AGS | Ford-Cosworth DFZ V8 | Goodyear     |                | BRÉ     | SMR     | BEL     | MON     | DET     | FRA     | GBR     | ALL     | HON     | AUT     | ITA     | POR     | ESP     | MEX     | JAP     | AUS     | 41              | 3e         |
| 1987   | Team El Charro AGS | Ford-Cosworth DFZ V8 | Goodyear     | Pascal Fabre   | 3e      | 3e      | 3e      | 3e      | 2e      | 3e      | 2e      | Abd     | 4e      | Nc.     | Nq      | Nq      | Abd     | Nq      |         |         | 41              | 3e         |
| 1987   | Team El Charro AGS | Ford-Cosworth DFZ V8 | Goodyear     | Roberto Moreno |         |         |         |         |         |         |         |         |         |         |         |         |         |         | Abd     | 3e      | 41              | 3e         |

Légende : ici 